# Keříčkovcovití
Keříčkovcovití (Clariidae) jsou čeleď sumců, k dubnu 2025 zahrnují celkem 16 rodů. Jde o sladkovodní a někdy též brakické ryby, jejichž areál přirozeného výskytu zahrnuje Afriku a jižní a západní části asijského kontinentu, přičemž zasahuje až na Jávu a Filipíny.
Keříčkovcovití mají dlouhé a protáhlé tělo a vynikají velmi dlouhou základnou hřbetní ploutve, jež většinou zahrnuje více než 30 paprsků. Ocasní ploutev je zaoblená a někdy splývá s hřbetní ploutví. U některých keříčkovcovitých, konkrétně u afrických rodů Gymnallabes, Channallabes a Dolichallabes, došlo ke zmenšení či ztrátě prsních a břišních ploutví. Na hlavě vyrůstá osm vousků, oči jsou u některých druhů zmenšené, nebo zcela redukované. Důležitým rysem keříčkovců je přítomnost přídatných dýchacích organů odvozených od žaberních oblouků.
Keříčkovcovití jsou dobře přizpůsobeni životu v na kyslík chudých vodách – díky přídatnému dýchacímu orgánu mohou dýchat vzduch, což je užitečná adaptace zejména pro život v afrických močálech. Keříčkovci se dokonce zvládají pohybovat i po souši, s maximální rychlostí asi 5 metrů za minutu. Některé druhy se zahrabávají do substrátu, toto chování se pojí s redukcemi prsních a břišních ploutví i očí. Zrak zcela ztratili indičtí jeskynní keříčkovci rodu Horaglanis.
Keříčkovcovití patří mezi hospodářsky důležité ryby, keříčkovec červenolemý (Clarias gariepinus) byl od 70. let 20. století vysazen do rybích chovů po celém světě. Mezi nebezpečné invazní druhy patří keříčkovec žabí (Clarias batrachus), sumec populární mezi akvaristy. Několik druhů s malým areálem rozšíření je naopak ohroženo vyhubením. K dubnu 2025 bylo celkem 5 druhů považováno za kriticky ohrožené, včetně keříčkovce východoafrického (Xenoclarias eupogon) z Viktoriina jezera.